# 井口幸雄
井口 幸男（いぐち ゆきお、1911年9月19日 - 1993年3月8日）は、日本の男子重量挙げ選手・指導者。岡山県出身。

## 概要
1936年（昭和11年）5月31日、東京都で開催された第1回全日本ウエイトリフティング選手権大会で最軽量級で優勝した。
1950年10月29日、第5回国民体育大会重量挙げフェザー級決勝では、プレス92.5、スナッチ87.5、ジャーク120.0、合計300.0と全て当時の日本記録を更新して優勝している。
1951年にニューデリーで開催されたアジア競技大会では3位となった。これは日本の重量挙げにおける初の国際大会である。
1960年のローマ・オリンピックではウエイトリフティングの監督を務めた。
1921年から1937年まで全日本ウエイトリフティング協会の理事長を務め、1938年から1949年は副会長を務めた。
武道家の大山倍達との親交があったとされる。